# Ni Centauri
Ni Centauri (ν Cen) – gwiazda znajdująca się w gwiazdozbiorze Centaura. Jest oddalona o około 475 lat świetlnych od Słońca.

## Nazwa
Nazwa własna gwiazdy, Heng, pochodzi od chiń. 衡; pinyin Héng, nazwy konstelacji będącej częścią większego „arsenału” (Kulou), obejmującego gwiazdy Centaura i Wilka. Jej tłumaczenie nie jest jasne, prawdopodobnie oznacza przyrząd pomiarowy. Międzynarodowa Unia Astronomiczna w 2025 formalnie zatwierdziła użycie nazwy Heng dla określenia tej gwiazdy.

## Charakterystyka
Ni Centauri należy do typu widmowego B2, ma obserwowaną wielkość gwiazdową równą 3,39m. Jest sklasyfikowana jako podolbrzym, chociaż jej właściwości świadczą, że jest to gwiazda ciągu głównego o wieku 9,4 miliona lat, zaledwie w jednej trzeciej okresu syntezy wodoru w hel w jądrze, po którym zamieni się w podolbrzyma i dalej w olbrzyma. Jest to gwiazda zmienna typu Beta Cephei, jej jasność zmienia się od jasności +3,38 do +3,41 w okresie 4,2 godziny. Jest to ponadto gwiazda spektroskopowo podwójna, której składniki obiegają wspólny środek masy co 2,6252 doby. Niewiele jest wiadomo o słabszym składniku, który dzieli od Ni Centauri A zaledwie 0,08–0,09 au. Jaśniejsza gwiazda ma wystarczająco dużą masę, aby eksplodować jako supernowa, ale kiedy stanie się olbrzymem, jej bliski towarzysz może przyciągnąć część otoczki; wówczas ν Cen A umrze jako biały karzeł o dużej masie.